# Тирекрея
Тирекрея — река в России, протекает в Бабынинском районе Калужской области. Левый приток Выссы.

## География
Река берёт начало в районе посёлка Садового. Течёт на восток. Устье реки находится у деревни Кромино в 18 км по левому берегу реки Выссы. Длина реки составляет 13 км.

## Данные водного реестра
По данным государственного водного реестра России относится к Окскому бассейновому округу, водохозяйственный участок реки — Ока от города Белёв до города Калуга, без рек Упа и Угра, речной подбассейн реки — бассейны притоков Оки до впадения Мокши. Речной бассейн реки — Ока.
Код объекта в государственном водном реестре — 09010100512110000020445.